# Indios de Cape Fear
Los Indios de Cape Fear, fueron una pequeña tribu de nativos americanos de Carolina del Norte que vivieron en el Río Cape Fear (hoy el Parque de Carolina del Norte).
Su nombre para esa región fue Chicora. De sus pueblos, solo uno, Necoes, es conocido por su nombre. Los colonos situaban a Necoes a unos 32 kilómetros de la desembocadura del río Cape Fear, en el actual Condado de Brunswick, Carolina del Norte.
Se estima que la población de la tribu en 1600 fue de 1.000. En 1715, un censo colonial registra que sumaban 206.
Algunos Indios de Cape Fear lucharon al mando del coronel John Barnwell contra los Tuscarora en 1712.
Los Indios de Cape Fear fueron derrotados definitivamente y abandonaron la zona alrededor de 1725.